# 弗留利地区马里亚诺
弗留利地区马里亚诺（義大利語：Mariano del Friuli）是意大利戈里齐亚省的一个市镇。总面积8平方公里，人口1579人，人口密度197.4人/平方公里（2009年）。ISTAT代码为031010。